# 迪克·罗思
迪克·罗思（英語：Dick Roth，1947年9月26日—），美国男子游泳运动员。他曾代表美国参加1964年夏季奥林匹克运动会游泳比赛，获得男子400米个人混合泳金牌，决赛前他受阑尾炎困扰，但他坚持推迟手术参加决赛。